# توجالة
توجالة هي قرية في مقاطعة بيرانشهر، إيران. يقدر عدد سكانها بـ 197 نسمة بحسب إحصاء 2016.